# Tyler Bates
Tyler Bates (Los Angeles, 5 juni 1977) is een Amerikaans filmcomponist, muziekproducent en muzikant.
Bates werd geboren in Los Angeles, maar hij groeide op in Chicago. Hij begon als tiener muziek te componeren en verhuisde in 1993 naar Los Angeles voor een carrière als filmcomponist. In dezelfde periode was hij ook lid van de alternatieve rockband Pet. In 1997 verliet hij de band om zich meer te concentreren op films. Hij werkte met regisseurs Rob Zombie en Zack Snyder aan een groot aantal films. Tussendoor bracht Bates samen met zangeres Azam Ali, als het duo Roseland, het gelijknamige album Roseland in 2007 uit. In 2014 produceerde hij samen met Brian Warner het album The Pale Emperor van de band Marilyn Manson dat in januari 2015 werd uitgebracht. Vervolgens produceerde hij ook het volgende album van Manson: Heaven Upside Down. Dit album kwam eind 2017 uit. Bates won met zijn filmmuziek voor The Devil's Rejects een 'Fangoria Chainsaw Award' en met zijn muziek voor de films 300 en Watchmen een 'BMI Film Music Award' en met de muziek voor de televisieserie Californication een 'BMI Cable Award'.

## Filmografie
| Jaar | Titel                                                    | Opmerkingen                          |
| ---- | -------------------------------------------------------- | ------------------------------------ |
| 1993 | Blue Flame                                               | met George Adrian                    |
| 1994 | Tammy and the T-Rex                                      | met Jack Conrad en Anthony Riparetti |
| 1995 | Deep Down                                                |                                      |
| 1995 | Ballistic                                                |                                      |
| 1995 | Criminal Hearts                                          |                                      |
| 1997 | The Last Time I Committed Suicide                        |                                      |
| 1998 | Denial                                                   |                                      |
| 1998 | Suicide, the Comedy                                      |                                      |
| 1999 | Born Bad                                                 |                                      |
| 1999 | Thicker Than Water                                       | met Quincy Jones III                 |
| 2000 | Get Carter                                               |                                      |
| 2000 | Shriek If You Know What I Did Last Friday the Thirteenth |                                      |
| 2001 | Kingdom Come                                             | met John E. Rhone                    |
| 2001 | What's the Worst That Could Happen?                      |                                      |
| 2001 | Night at the Golden Eagle                                |                                      |
| 2002 | Lone Star State of Mind                                  |                                      |
| 2002 | Love and a Bullet                                        | met Wolfgang Matthes                 |
| 2002 | City of Ghosts                                           |                                      |
| 2002 | Half Past Dead                                           |                                      |
| 2003 | How to Get the Man's Foot Outta Your Ass                 |                                      |
| 2004 | You Got Served                                           |                                      |
| 2004 | Dawn of the Dead                                         |                                      |
| 2005 | The Devil's Rejects                                      |                                      |
| 2006 | Slither                                                  |                                      |
| 2006 | See No Evil                                              |                                      |
| 2006 | 300                                                      |                                      |
| 2007 | Halloween                                                |                                      |
| 2008 | Doomsday                                                 |                                      |
| 2008 | Day of the Dead                                          |                                      |
| 2008 | The Day the Earth Stood Still                            |                                      |
| 2009 | Watchmen                                                 |                                      |
| 2009 | Halloween II                                             |                                      |
| 2009 | The Haunted World of El Superbeasto                      |                                      |
| 2010 | The Way                                                  |                                      |
| 2010 | Super                                                    |                                      |
| 2011 | Sucker Punch                                             | met Marius de Vries                  |
| 2011 | Conan the Barbarian                                      |                                      |
| 2011 | Killer Joe                                               |                                      |
| 2011 | The Darkest Hour                                         |                                      |
| 2013 | Movie 43                                                 | segment "Beezel"                     |
| 2013 | The Sacrament                                            |                                      |
| 2014 | Not Safe for Work                                        |                                      |
| 2014 | Flight 7500                                              |                                      |
| 2014 | Guardians of the Galaxy                                  |                                      |
| 2014 | John Wick                                                | met Joel J. Richard                  |
| 2016 | The Belko Experiment                                     |                                      |
| 2017 | John Wick: Chapter 2                                     | met Joel J. Richard                  |
| 2017 | Atomic Blonde                                            |                                      |
| 2017 | Guardians of the Galaxy Vol. 2                           |                                      |
| 2017 | Keep Watching                                            |                                      |
| 2017 | 24 Hours to Live                                         |                                      |
| 2018 | The Public                                               | met Joanne Higginbottom              |
| 2018 | Deadpool 2                                               |                                      |
| 2018 | The Spy Who Dumped Me                                    |                                      |
| 2019 | John Wick: Chapter 3 – Parabellum                        | met Joel J. Richard                  |
| 2019 | Fast & Furious: Hobbs & Shaw                             |                                      |
| 2020 | Books of Blood                                           | met Joel J. Richard                  |
| 2022 | X                                                        | met Chelsea Wolfe                    |
| 2022 | Day Shift                                                |                                      |
| 2022 | Pearl                                                    | met Timothy Williams                 |
| 2023 | John Wick: Chapter 4                                     | met Joel J. Richard                  |
| 2025 | Ballerina                                                | met Joel J. Richard                  |

## Overige producties

### Computerspellen
| Jaar | Titel                     | Opmerkingen      |
| ---- | ------------------------- | ---------------- |
| 2007 | 300: March to Glory       |                  |
| 2008 | The Rise of the Argonauts |                  |
| 2009 | Watchmen: The End Is Nigh |                  |
| 2010 | Army of Two: The 40th Day |                  |
| 2013 | God of War: Ascension     |                  |
| 2013 | Killzone: Shadow Fall     |                  |
| 2019 | Far Cry New Dawn          | met John Swihart |

### Televisieseries
| Jaar | Titel            | Opmerkingen |
| ---- | ---------------- | ----------- |
| 2007 | Californication  | 2007-2014   |
| 2010 | Sym-Bionic Titan | 2010-2011   |
| 2013 | Low Winter Sun   |             |
| 2014 | Salem            | 2014-2016   |
| 2014 | Kingdom          | 2014-2017   |
| 2017 | Samurai Jack     |             |
| 2017 | The Punisher     | 2017-heden  |
| 2018 | The Purge        |             |